# Џубал Ерли
Џубал Ерли (енгл. Jubal Early, 1816-1894), истакнути генерал Конфедерације у Америчком грађанском рату.

## Војна служба
Током грађанског рата, Ерли је командовао дивизијом у армији Северне Вирџиније, под командом генерала Роберта Лија. У јулу 1864, док су се главне снаге бориле у опсади Петерсбурга, Ли је упутио Ерлија кроз долину Шенандое да угрози Вашингтон. Ерли је продро до 15 км од Беле Куће, али са 10.000 исцрпљених људи није могао заузети град са 40.000 бранилаца, па се повукао у Линчбург. На Лијев захтев, Ерли је наставио операцију крајем јула, али га је генерал Филип Шеридан потукао у неколико битака у септембру и октобру 1864.
У пролеће 1865. безуспешно је бранио долину Шенандое са око 12.000 људи.